# Hylomyscus
Hylomyscus is een geslacht van knaagdieren uit de muizen en ratten van de Oude Wereld.

## Kenmerken
Ze hebben grote, ronde oren en een lange, dunne staart. De kop-romplengte bedraagt 70 tot 120 mm, de staartlengte 100 tot 175 mm en het gewicht 8 tot 42 gram.

## Leefwijze
Deze dieren zijn 's nachts actief en leven in bomen. Ze eten fruit, zaden en insecten.

## Verspreiding
Dit geslacht komt voor van Guinee tot Angola en Kenia. Ze leven in regenwouden en heidegebieden.

## Soorten
Er zijn 21 soorten, verdeeld over zes groepen:
- H. aeta-groep
  - Hylomyscus aeta (Bioko; Kameroen en Gabon tot West-Oeganda en Noordwest-Burundi)
  - Hylomyscus grandis (Mount Oku in Kameroen)
- H. alleni-groep
  - Hylomyscus alleni (Kameroen en de Centraal-Afrikaanse Republiek tot Gabon; Bioko)
  - Hylomyscus carillus (West-Angola)
  - Hylomyscus pamfi (Benin, Nigeria en Togo)[2]
  - Hylomyscus simus (Ghana tot Guinee)[3]
  - Hylomyscus stella (Congo-Kinshasa tot Zuid-Soedan en Oost-Tanzania)
  - Hylomyscus walterverheyeni (Kameroen, Centraal-Afrikaanse Republiek, Gabon en Congo-Brazzaville, ten westen van de Kongo en Ubangi)
- H. anselli-groep
  - Hylomyscus anselli (Noord-Zambia en Zuidoost-Congo-Kinshasa)
  - Hylomyscus arcimontensis (Oost-Tanzania en Noord-Malawi)
  - Hylomyscus heinrichorum (Angola)[4]
  - Hylomyscus kerbispeterhansi (Kenia)[5]
  - Hylomyscus mpungamachagorum (Mahale Mountains National Park, Tanzania)[6]
  - Hylomyscus pygmaeus (Congo-Kinshasa)[6]
  - Hylomyscus stanleyi (zuidwesten van Tanzania)[6]
  - Hylomyscus thornesmithae (Congo-Kinshasa)[6]
- H. baeri-groep
  - Hylomyscus baeri (Ivoorkust, Ghana en Sierra Leone)
- H. denniae-groep
  - Hylomyscus denniae (Ruwenzori-gebergte van West-Oeganda en nabijgelegen delen van de Congo-Kinshasa)
  - Hylomyscus endorobae (West-Kenia)
  - Hylomyscus vulcanorum (Zuidwest-Oeganda, Rwanda, Burundi en nabijgelegen delen van de Congo-Kinshasa)
- H. parvus-groep
  - Hylomyscus parvus (Zuid-Kameroen en Noord-Gabon tot Oost-Congo-Kinshasa)

Abditomys · 
Abeomelomys · 
Aethomys · 
Anisomys · 
Anonymomys · 
Apodemus · 
Apomys · 
Archboldomys · 
Arvicanthis · 
Baiyankamys · 
Baletemys · 
Bandicota · 
Batomys · 
Berylmys · 
Brassomys · 
Bullimus · 
Bunomys · 
Canariomys · 
Carpomys · 
Chingawaemys · 
Chiromyscus · 
Chiropodomys · 
Chiruromys · 
Chrotomys · 
Coccymys · 
Colomys · 
Congomys · 
Conilurus · 
Coryphomys · 
Crateromys · 
Cremnomys · 
Crossomys · 
Crunomys · 
Dacnomys · 
Dasymys · 
Dephomys · 
Desmomys · 
Diomys · 
Diplothrix · 
Echiothrix · 
Eropeplus · 
Frateromys · 
Golunda · 
Gracilimus · 
Grammomys · 
Hadromys · 
Haeromys · 
Halmaheramys · 
Hapalomys · 
Heimyscus · 
Hybomys · 
Hydromys · 
Hylomyscus · 
Hyomys · 
Hyorhinomys · 
Kadarsanomys · 
Komodomys · 
Lamottemys · 
Leggadina · 
Lemniscomys · 
Lenomys · 
Lenothrix · 
Leopoldamys · 
Leporillus · 
Leptomys · 
Limnomys · 
Lorentzimys · 
Macruromys · 
Madromys ·
Malacomys · 
Mallomys · 
Malpaisomys · 
Mammelomys · 
Margaretamys · 
Mastacomys · 
Mastomys · 
Maxomys · 
Melasmothrix · 
Melomys · 
Mesembriomys ·
Micaelamys · 
Microhydromys · 
Micromys · 
Millardia · 
Mirzamys · 
Montemys · 
Mus · 
Musseromys · 
Mylomys · 
Myomyscus · 
Nesokia · 
Nilopegamys · 
Niviventer · 
Notomys · 
Ochromyscus · 
Oenomys ·
Otomys · 
Palawanomys · 
Papagomys · 
Parahydromys · 
Paraleptomys · 
Paramelomys · 
Parotomys · 
Paucidentomys · 
Paulamys · 
Pelomys · 
Phloeomys · 
Pithecheir · 
Pithecheirops · 
Pogonomelomys · 
Pogonomys · 
Praomys · 
Protochromys · 
Pseudohydromys · 
Pseudomys · 
Rattus · 
Rhabdomys · 
Rhynchomys · 
Saxatilomys ·
Serengetimys ·
Solomys · 
Sommeromys · 
Soricomys · 
Spelaeomys · 
Srilankamys · 
Stenocephalemys · 
Stochomys · 
Sundamys · 
Taeromys · 
Tarsomys · 
Tateomys · 
Thallomys · 
Thamnomys · 
Tokudaia · 
Tonkinomys ·
Tryphomys · 
Typomys · 
Uromys · 
Vandeleuria · 
Vernaya · 
Xenuromys · 
Xeromys · 
Zelotomys · 
Zyzomys